# Кечуа (мова)
Ке́чуа (ке́чва) — найпоширеніша автохтонна мова південноамериканського континенту, особливо в західних регіонах Південної Америки. Посідає четверте місце в Америці за кількістю носіїв: за нею йдуть гуарані й аймара. Конституції Болівії, Еквадору і Перу стимулюють і поважають автохтонні мови, серед яких мові кечуа надається статус другої державної після іспанської.
Багато вчених[хто?] заперечують твердження, що кечуа — це одна мова, вважаючи, що кечуа — це мовна сім'я, як, наприклад, китайська мова. SIL International характеризує кечуа як макромову.

## Етимологія
Слово «кечуа» — транслітерація українською мовою слова qhichwa — одне зі значень якого «місцевість, що кипить». Голосна «і» має алофон [e] біля увулярного приголосного звука ['qeʧwa]. Це явище спостерігається у більшості діалектів і збереглося у гілці кечуа II, де фонема «q» перетворилася на фонему «k» [kiʧwa].

Інша назва мови «руна шімі» або «руна сімі» (runa šimi) — «мова людини», це самоназва. Вона відповідає її первісній функції лінгва франка між різними народами центрального Перу.

Таким чином, runa šimi перекладається нині як «мова індіанців». 

Обидва колумбійські діалекти знані як inka šimi — «мова інків».

## Поширення мови кечуа
Ця мова поширена вздовж Анд і в деяких регіонах Амазонії та Пампи, варто вказати в Перу, в департаментах Путумайо та Нариньйо (Колумбія), Еквадорі, Болівії, північному заході Аргентини і в комуні Ольяґуе (Чилі).

В Еквадорі мова використовується в Андах, точніше у місцевостях, де осідають індіанські товариства. В Аргентині мовою кечуа (місцева назва «кічуа») розмовляють у сільській місцевості провінції Сантьяго-дель-Естеро, деякі групи аймара в провінціях Сальта і Жужуй.
Традиційно (після появи класифікацій американця Гері Джона Паркера в 1963 році і перуанця Альфредо Тореро в 1964 році) кечуа розділяється на дві групи діалектів: кечуа I, або кечуа Б, або вайваш (кечуа Waywash); і кечуа II, або кечуа А, або уанпуна (кечуа Wanp'una). Ці діалекти досить сильно відрізняються один від одного і нерідко вважаються різними мовами.

## Запозичення
З мови кечуа походять слова пума, кока, лама, хінін, гуано.